# Jakovlje
Jakovlje är ett samhälle i Kroatien.   Det ligger i länet Zagrebs län, i den norra delen av landet, 18 km nordväst om huvudstaden Zagreb. Jakovlje ligger 151 meter över havet och antalet invånare är 2 635.
Terrängen runt Jakovlje är platt åt nordväst, men åt sydost är den kuperad. Runt Jakovlje är det tätbefolkat, med 343 invånare per kvadratkilometer. Närmaste större samhälle är Zagreb - Centar, 18,0 km sydost om Jakovlje. Omgivningarna runt Jakovlje är en mosaik av jordbruksmark och naturlig växtlighet.